# Israel en els Jocs Paralímpics

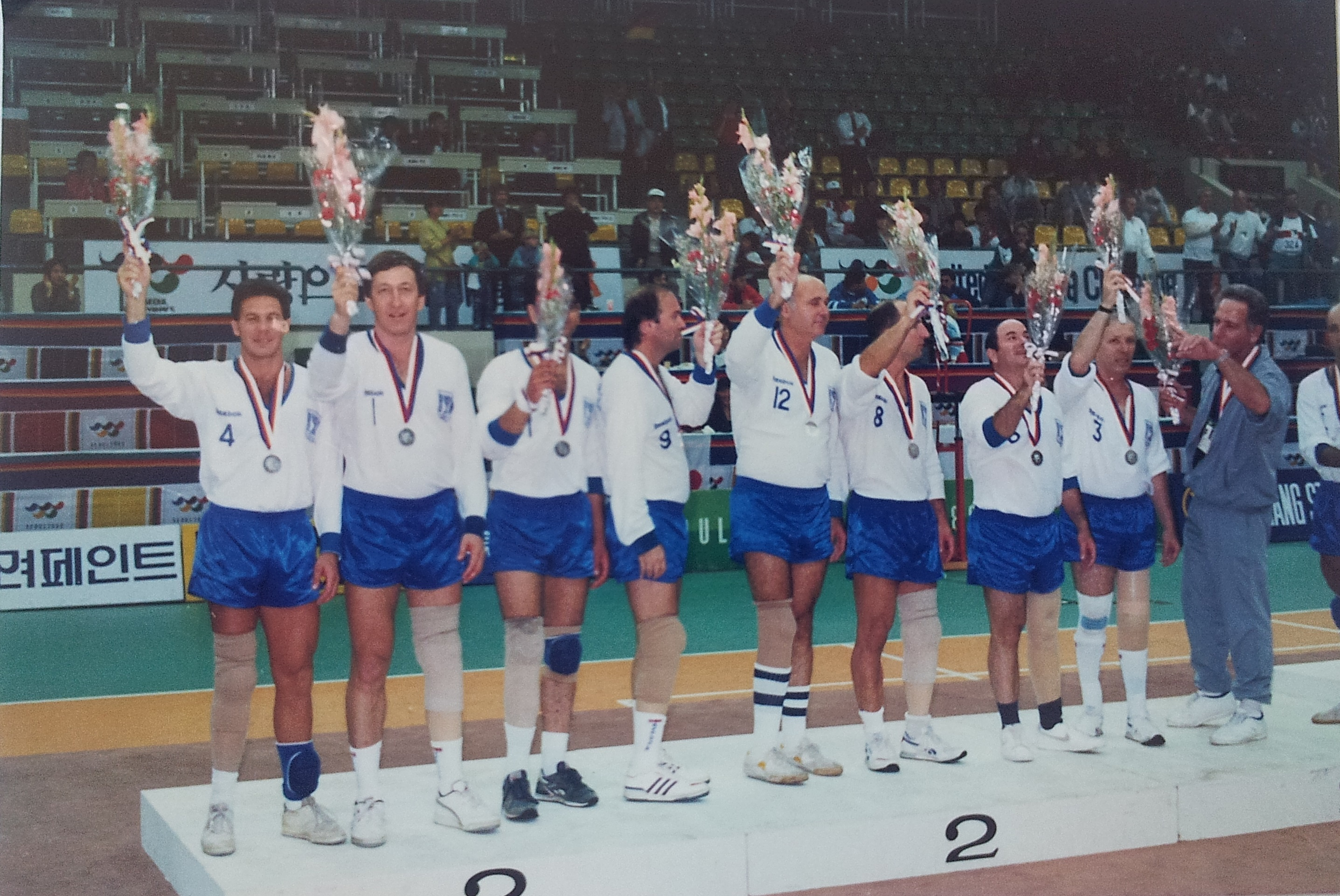
Equip israelià de volei ala Jocs Paralímpics d'estiu de 1988, on guanyà la medalla d'argent.

Israel en els Jocs Paralímpics està representat pel Comitè Paralímpic d'Israel i participa en els Jocs Paralímpics des de Roma 1960. Israel va ser el país amfitrió dels XII Jocs Paralímpics de Tel-Aviv l'any 1968, acabant tercer amb 62 medalles, de les quals 18 van ser d'or. En el seu historial, Israel ha guanyat 124 medalles d'or, 124 medalles de plata i 132 medalles de bronze ocupant el 19è lloc. En els Jocs Paralímpics d'Atenes 2004, els atletes israelians van guanyar un total de tretze medalles, quatre de les quals eren d'or. Izhak Mamistvalov va guanyar tres medalles (dues d'or) en natació, mentre que Keren Leibowitz va guanyar quatre medalles, de les quals una d'or, també en natació. L'atleta paralímpic israelià de major èxit va ser Zipora Rubin-Rosenbaum qui, entre 1964 i 1988, va guanyar 21 medalles en els Jocs Paralímpics, dels quals 11 van ser d'or. En segon lloc, es troba Uri Bergman qui, entre 1976 i 1988, va guanyar 12 medalles, de les quals 11 van ser d'or.

## Medaller
| País                         | Ciutat         | Any  | Or  | Plata | Bronce | Total |
| ---------------------------- | -------------- | ---- | --- | ----- | ------ | ----- |
| Itàlia                       | Roma           | 1960 | 0   | 2     | 2      | 4     |
| Japó                         | Tòquio         | 1964 | 7   | 3     | 11     | 21    |
| Israel                       | Tel-Aviv       | 1968 | 18  | 21    | 23     | 62    |
| Alemanya                     | Heidelberg     | 1972 | 9   | 10    | 9      | 28    |
| Canadà                       | Toronto        | 1976 | 40  | 13    | 16     | 69    |
| Països Baixos                | Arnhem         | 1980 | 13  | 18    | 15     | 46    |
| Estats Units                 | Nova York      | 1984 | 11  | 21    | 12     | 44    |
| Corea del Sud                | Seül           | 1988 | 15  | 13    | 17     | 45    |
| Espanya                      | Barcelona      | 1992 | 2   | 4     | 5      | 11    |
| Estats Units                 | Atlanta        | 1996 | 0   | 4     | 5      | 9     |
| Austràlia                    | Sydney         | 2000 | 3   | 2     | 1      | 6     |
| Grècia                       | Atenes         | 2004 | 4   | 4     | 5      | 13    |
| República Popular de la Xina | Pequín         | 2008 | 0   | 5     | 1      | 6     |
| Regne Unit                   | Londres        | 2012 | 1   | 2     | 5      | 8     |
| Brasil                       | Rio de Janeiro | 2016 | 0   | 0     | 3      | 3     |
| Total                        | -              | -    | 124 | 124   | 135    | 383   |